# Cobusca Nouă, Anenii Noi
Cobusca Nouă este un sat din raionul Anenii Noi, Republica Moldova. Prima atestare documentată a satului datează din anul 1783.

## Demografie
<div class="transborder" style="position:absolute;width:100px;line-height:0;
Structură etnică
     moldoveni/români (95,12%)
     ucraineni (1%)
     ruși (2,23%)
     găgăuzi (0,24%)
     bulgari (0,29%)
     țigani (0,94%)
     alte etnii / nedeclarată (0,18%)
Conform datelor recensământului din anul 2004, populația satului constituie 1701 de oameni, 835 (49,09%) fiind bărbați iar 866 (50,91%) femei. Structura etnică a populației în cadrul satului arată astfel:
- moldoveni/români — 1.618;
- ucraineni — 17;
- ruși — 38;
- găgăuzi — 4;
- bulgari — 5;
- țigani — 16;
- altele / nedeclarată — 3.

## Administrație și politică
Componența Consiliului local Cobusca Nouă (9 consilieri), ales la 5 noiembrie 2023, este următoarea:
|  | Partid                                        | Consilieri | Componență | Componență | Componență | Componență | Componență |
|  | --------------------------------------------- | ---------- | ---------- | ---------- | ---------- | ---------- | ---------- |
|  | Partidul Acțiune și Solidaritate              | 5          |            |            |            |            |            |
|  | Platforma Demnitate și Adevăr                 | 2          |            |            |            |            |            |
|  | Partidul Dezvoltării și Consolidării Moldovei | 1          |            |            |            |            |            |
|  | Candidat independent NADEJDA IPATI            | 1          |            |            |            |            |            |